# Glòria Pallé i Torres
Glòria Pallé i Torres   (Lleida, 25 de novembre de 1961) és una atleta catalana especialitzada en les curses de mig fons que ha estat internacional i campiona d'Espanya absoluta en nou ocasions.
També ha seguit una carrera professional dins de la gestió pública i la representació política i, igualment, ha treballat com a professora i exercint la seva professió d'advocada.

## Formació
És llicenciada en Història Contemporània i Geografia per la Universitat de Barcelona i Llicenciada en Dret per la Universitat Oberta de Catalunya. És experta en Lideratge i intel·ligència emocional.

## Carrera esportiva
Formada a l'Agrupación Deportiva Antorcha, de Lleida, i també al Club Natació Barcelona, fou atleta internacional de mig fons, essent campiona de Catalunya i campiona d'Espanya absoluta diverses vegades, tant en pista coberta com a l'aire lliure, en les proves de 800 ml. i 1500 ml. Va guanyar la medalla de bronze en els 1.500 m en els Jocs Mediterranis i el Campionat Iberoamericà de 1983. Ha estat condecorada amb diversos premis per la seva trajectòria esportiva, i fou distingida amb la medalla de bronze de La Reial Orde del Mèrit Esportiu.

## Activitat professional
També ha seguit una carrera política i de gestió pública. Fou escollida regidora a l'ajuntament de Balaguer a les eleccions municipals espanyoles de 1987, i diputada a les eleccions al Parlament de Catalunya per Convergència i Unió entre 1992 i 1999. Durant el seu mandat fou membre de la Comissió de Seguiment dels Jocs Olímpics de Barcelona del 1992. Ha estat presidenta del Comitè Executiu Intercomarcal d'Unió Democràtica de Catalunya a les Terres de Lleida (1992-1997) i Directora General de l'Esport de la Generalitat de Catalunya (2000-2003). A les eleccions municipals espanyoles de 2003 va presentar-se per alcaldessa amb CiU a la ciutat de Balaguer. Ha estat també portaveu del Grup de CiU i vicepresidenta del Patronat de Promoció Econòmica a la Diputació de Lleida.
Ha treballat com a professora en l'ensenyament secundari, a Balaguer, i en el Màster de Direcció i Lideratge i el Màster en Gestió Administrativa a la Universitat de Lleida i ha exercit privadament la seva professió d'advocada a Lleida.